# Ana Maria de Resende Vieira
Ana Maria de Resende Vieira (Belo Horizonte, 19 de septiembre de 1945 ) es una profesora,  y política brasileña del Estado de Minas Gerais.
Está formada como agrónoma en bovinocultura, en la Universidad Federal de Minas Gerais; y en Pedagogía en la Universidad Estadual de Montes Claros (Unimontes).
Fue elegida para su primer cargo público como diputada estadual en 2002, obteniendo 73.431 votos, siendo la mujer electa con mayor votación en el Estado de Minas Gerais. Actualmente es diputada estadual, siendo además vice-líder del Bloque Socialdemócrata en la Asamblea Legislativa de Minas Gerais.